# Wegekirche
Als Wegekirche wird ein Kirchengebäude bezeichnet, in dem durch die räumliche Anordnung eine strenge Ausrichtung von Priester und Gemeinde nach vorn, zum Altar, zum Licht und damit zum „schlechthin Offenen“ hin erreicht wird. Der Begriff wird weniger in der Architekturgeschichte verwendet (siehe dort Longitudinalbau), sondern eher in der Liturgiewissenschaft.
Der Begriff wird auch geografisch für eine Kirche oder Kapelle am Wegesrand oder an einer Weggabelung gebraucht, oder programmatisch-symbolisch für den Weg des Christentums (z. B. Kirche am Wege).

## Wegekirche als Bautyp
Der Architekt Rudolf Schwarz sieht zwei „Urbilder“ des Kirchenbaus: (reiner) Weg oder „heilige Fahrt“ einerseits und Kuppel oder „heiliger Ring“ andererseits.  Im Gegensatz zum Bautyp der Wegekirche stehen streng zentral orientierte Lösungen, daneben Lösungen, in denen seitlich vom Altar Flächen für Laien, Orchester und einen Chor angeordnet werden.
Gekennzeichnet ist die Wegekirche durch eine lineare Ausrichtung nach vorn. Der gesamte Kirchenbau samt dem Altarraum wie auch die Ausstattung, etwa die Kirchenbänke, sind so angeordnet, dass die ganze Gemeinde, die Gottesdienstbesucher und der Priester an ihrer Spitze, sich in dieselbe Richtung wenden, „unterwegs zum Herrn hin“, dem wiederkehrenden Christus entgegen. Die Richtung wird durch ein Bild, ein Kruzifix, den Tabernakel oder eine weiße Stirnwand symbolisch vorgegeben. Die Ostung von Kirchen bedeutet eine Ausrichtung des ganzen Gebäudes in Richtung der aufgehenden Sonne, eines Symbols für die Auferstehung. Der schmale, durchfensterte Hochchor gotischer Dome wird zum „Lichtweg“ für den „Festzug des Domes“.
Den „heiligen Weg“ beschreibt Schwarz: „Das Volk hat den Aufbruch vollzogen [...], sein Dasein ist der Weg. Reihe hinter Reihe zieht es zu Gott hin. Niemand sieht das Gesicht des anderen, alle sehen ins Licht, das weit vor ihnen leuchtet, und sind von dort zur Gemeinde verbunden. Wegform ist karge, entsagende Form ohne die nahe Bindung des Einen im Anderen, es sei denn die verläßliche Kameradschaft der vielen, die unterwegs sind. Der Zug beginnt im Dunkel des Tors und endet im Licht. [...] Das alles geschieht in der stehenden Gestalt. In der Wegform ist der Vorgang nach innen getreten und vollzieht sich dort von Anfang zu Ende als ein Aufbrechen und Hinziehen und ein Erreichen des Endes.“
Nach der Liturgiereform des Zweiten Vatikanischen Konzils  wurde der Altar in vielen Kirchen als Volksaltar in den Kirchenraum vorgerückt, der Priester zelebriert die heilige Messe in der Regel versus populum, zur Gemeinde gewandt. Der dabei verwirklichte Gedanke der „um den Altar zum Mahl versammelten Gemeinde“ widerspricht der in der Wegekirche ausgedrückten Orientierung von Priester und Gemeinde in dieselbe Richtung, er kann in einem Rund- oder Zentralbau besser zur Geltung kommen.

## Wegekapellen und Wegekirchen
Beispiele für Wegekirchen als „Kirche am Wege“ sind:
- Wegekapelle Abtshof (Oberaußem)
- Wegekapelle (Boverath) (Heinsberg)
- Dorfkirche Landow
- Wegekapelle Lind (Viersen)[6]
- Wegekapelle Müschen (Bad Laer)[7]
- Wegekapelle Selm
- St.-Johannes-Kirche (Stuttgart)
- St.-Katharinen-Kirche (Trent)